# ブルーミングエージェンシー
株式会社ブルーミングエージェンシー (Blooming Agency) は、東京都港区六本木に所在するモデルエージェンシー・芸能事務所。

## 概要
- 全日空のキャビンアテンダントであった牧山真智子が同社を退社後、日本で外国人モデル事務所を設立する。1982年、モデルエージェンシー・株式会社牧山事務所（ブルーミングエージェンシーの前身）を設立。サンディーらキャンペーンガールを主に、日本人で初のエルメスとの契約モデルなどを輩出する。
- 1987年、日本人モデルの育成と地位向上を目指し、アメリカ・ニューヨークのモデルエージェンシー・エリートと業務提携。さらに、牧山事務所は株式会社フォリオと合併しエリートフォリオとして発足。1988年、スマイルカンパニーと共に芸能事務所・スマイルフォリオを設立し、モデルと共に多くの女優のマネジメントを手掛ける。
- 1987年、海外プロスポーツ選手のマネージメント・商品販売を目的とした株式会社ビジネスセルインターナショナル設立。
- 1991年、有限会社ブルーミングミュージック設立。
- 1994年、株式会社ブルーミングエージェンシー設立。
- 1995年、モデル事務所として株式会社ブラァバを設立。
- 1999年、映画・舞台制作会社として株式会社バンブーピクチャーズを設立。
- 2014年、モデル事務所のブラァバを吸収合併。

## 所属タレント
- 中井美穂
- 倉本康子
- 白石みき
- 平澤智
- 松木里菜
- 吉田都
- 花總まり
- 西村あゆみ
- MODEA
- 落合砂央里
- 林元子
- 局萌香
- 田原総一朗（業務協力）
- 七尾藍佳
- 照山裕子
- 熊本マリ
- 佐々木成三
- 堀越麗禾（四代目市川ぼたん）※基本的に本名で活動し、後者の名義は舞踊家としての活動のみ使用

## 過去に所属していたタレント
- 秋吉久美子
- 彩輝なお
- 泉谷閑示
- 稲森いずみ
- 絵美里
- 大浦みずき
- 太田エイミー
- 長村航希
- 風花舞
- 川原亜矢子
- 門脇麦
- 吉瀬美智子
- 草刈正雄
- 剱持たまき
- 小林俊
- 坂井真紀
- 坂上みき
- 中田久美
- 中村扇雀
- 中山麻聖
- 夏川結衣
- 春田紀尾井
- 福地亜紗美
- 藤谷美和子
- 真木蔵人
- 牧瀬里穂
- 増田未亜
- 麻尋えりか
- 真矢ミキ
- 三浦智子
- 水夏希
- 渡辺裕之

## かつて在籍した関係者
- 三浦泰史（現在はブルーエールの社長）

## 関連会社
- 有限会社ブルーミングミュージック
- 株式会社バンブーピクチャーズ（映画・舞台製作）
- 株式会社ビジネスセルインターナショナル（企画・印刷）